# 紅額軟雀鯛
紅額軟雀鯛，為輻鰭魚綱鱸形目鱸亞目擬雀鯛科的其中一種，分布於西印度洋肯亞至莫三比克海域，體長可達6.1公分，為熱帶海水魚，棲息在珊瑚礁區，生活習性不明。

## 擴展閱讀
維基物種上的相關：紅額軟雀鯛